# Seekirchen am Wallersee
Seekirchen ist eine Stadt mit 11.708 Einwohnern (Stand 1. Jänner 2025) im Flachgau im Bundesland Salzburg in Österreich und Bezirkshauptstadt des Bezirkes Salzburg-Umgebung. Sie liegt direkt am Wallersee, gegenüber von Neumarkt am Wallersee. Seekirchen ist schon seit über 1300 Jahren urkundlich belegt, hat aber erst in jüngerer Zeit das Stadtrecht verliehen bekommen. Die Stadt ist Sitz der Bezirkshauptmannschaft Salzburg-Umgebung sowie des Bezirksgerichts Seekirchen am Wallersee.

## Geographie
Neben dem Wallersee sind die Fischach und die Mattig die größten Gewässer. Die Gemeinde hat eine Fläche von 50,28 Quadratkilometer. Davon sind 68 Prozent landwirtschaftliche Nutzfläche, 15 Prozent sind bewaldet und 6 Prozent entfallen auf Gewässer.

### Gemeindegliederung
Ortschaften (Einwohner Stand 1. Jänner 2025):
- Bayerham (157) samt Wallersee-Zell
- Brunn (1030) samt Am Pfaffenbühel, Eck, Grub, Haging, Köllersberg und Weinberg
- Fischtaging (233) samt Frauentaging, Haberg, Schlacht, Weiland und Wochenendsiedlung Fischtaging
- Halberstätten (192) samt Bruckermühle, Prossing und Schmiedberg
- Huttich (197) samt Gezing, Oberkriechham, Unterkriechham und Wirthenstätten
- Kothgumprechting (150) samt Lehen, Modhalm und Roid
- Kraiham (142) samt Krimpelstätten
- Mayerlehen (307) samt Grünberg, Mitterstatt, Oberhof, Ronach und Wendling
- Mödlham (475) samt Obernbichl, Untermödlham und Wolfzagl
- Ried (200)
- Schmieding (112) samt Kraibach und Obermödlham
- Schmiedkeller (135)
- Schöngumprechting (296) samt Bruderstatt, Kothhäuslsiedlung und Kreuzeck
- Seekirchen am Wallersee (4374)
- Seewalchen (1107) samt Oberleiten
- Waldprechting (1618) samt Gröm und SOS-Kinderdorf
- Wies (175) samt Fischbauer, Marschalln, Ruckerstätten und Wies-Zerstreue Häuser
- Wimm (237) samt Am Schreiberg, Hipping und Kühmosen
- Wimmsiedlung (457)
- Zaisberg (114) samt Reith und Zaisberg-Zerstreue Häuser

Die Gemeinde besteht aus den Katastralgemeinden Marschalln, Mödlham, Seekirchen Land, Seekirchen Markt, Seewalchen und Waldprechting.

### Nachbargemeinden
| Obertrum am See | Mattsee Schleedorf                          | Köstendorf            |
| Anthering       | Kompassrose, die auf Nachbargemeinden zeigt | Henndorf am Wallersee |
| Elixhausen      | Hallwang                                    | Eugendorf             |

## Geschichte
Auf Seekirchner Gemeindegebiet leben schon seit mindestens 5000 Jahren Menschen (Jungsteinzeit). 696 wurde Seekirchen zum ersten Mal urkundlich vom Hl. Rupert (Bischof von Worms) erwähnt. Bei dem von ihm gegründeten Einsiedlerhaus stand auch eine dem hl. Petrus geweihte Kirche, Erstkirche und Ehekirche genannt, aus dem angeblich durch Verballhornung der Ortsname Seekirchen hervorging. Seekirchen ist der am längsten durchgehend besiedelte Ort in Österreich. Im Jahre 1424 erfolgte die Erhebung zur Marktgemeinde. Am 1. Juli 1974 wurden die selbständigen Gemeinden Seekirchen Markt und Seekirchen Land zur Gemeinde Seekirchen am Wallersee zusammengelegt. Am Rupertitag (24. September) des Jahres 2000 wurde Seekirchen das Stadtrecht verliehen.
Im April 2023 ist das neu errichtete Bezirksgericht Seekirchen am Wallersee eröffnet und im Juli 2023 die Bezirkshauptmannschaft Salzburg-Umgebung von Salzburg nach Seekirchen verlegt worden.

## Kultur und Sehenswürdigkeiten

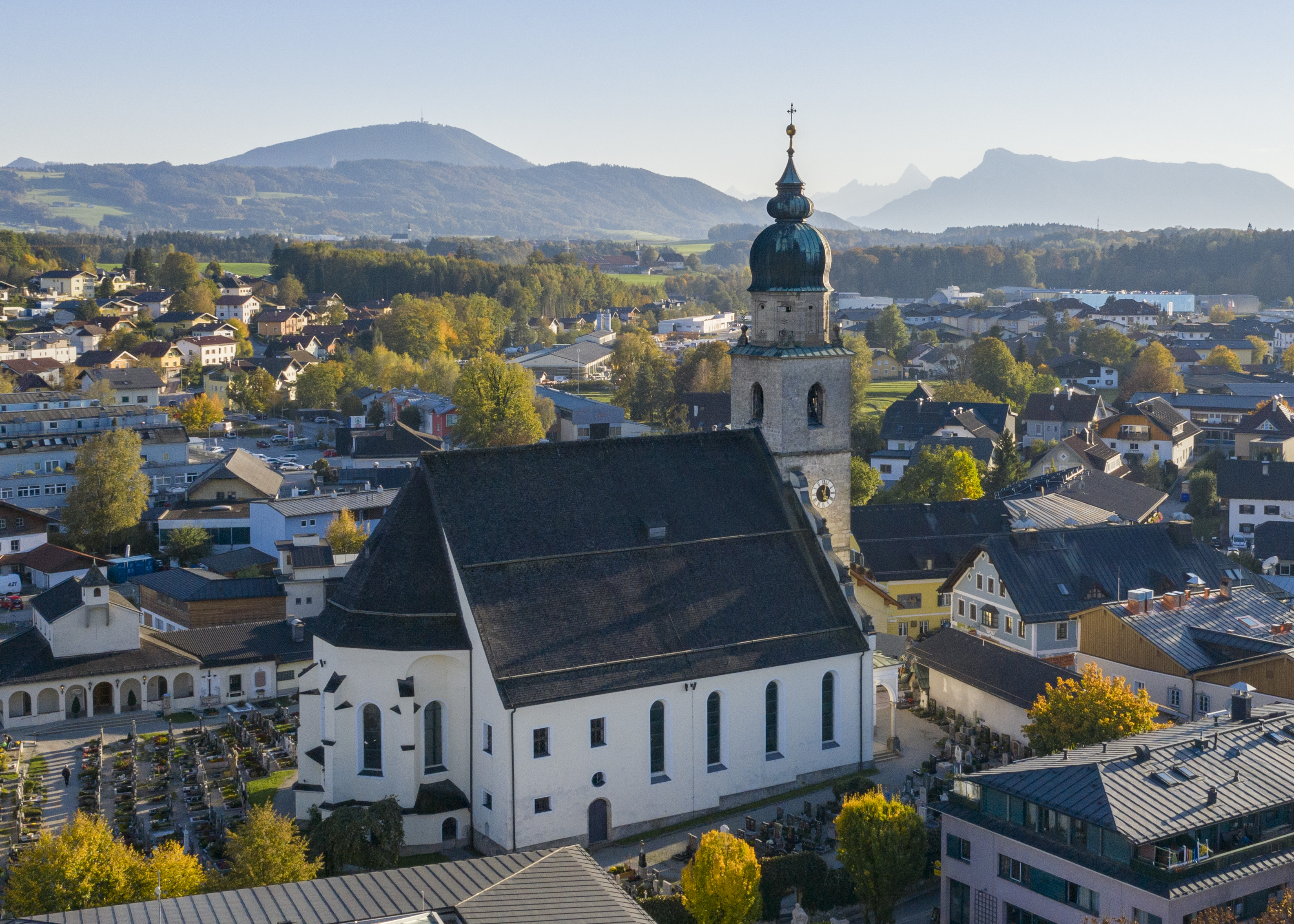
Kollegiatstiftskirche Seekirchen

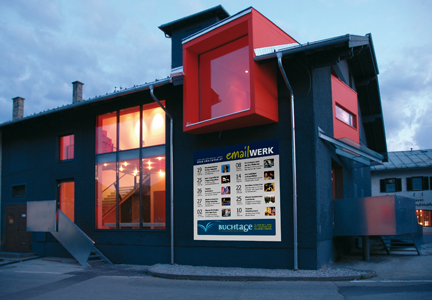
Kulturhaus Emailwerk

- Kollegiatstifts- und Dekanatskirche hl. Petrus mit Verwalterhof in der Ortsmitte[7]
- Filialkirche hl. Nikolaus und Bischofsgut in Waldprechting[7]
- Filialkirche hl. Maria Magdalena in Wallersee-Zell[7]
- Schmied-Kapelle[7]
- Schloss Seeburg mit Kapelle hl. Rupert[7]
- Heimat- und Stiftsmuseum[7]
- Zeller Schlösschen
- Kulturhaus Emailwerk: Das Kulturhaus wird vom Kulturverein KunstBox, einem 2004 gegründeten Kulturverein, betrieben. Hauptziele des Kulturvereins KunstBox sind die Förderung des Kulturschaffens in Seekirchen und der Region sowie die für eine professionelle Kulturarbeit nötigen Rahmenbedingungen zu schaffen. Der Verein bietet ferner ein auf die wesentlichen Kultursparten ausgerichtetes Programm und vielfältige kulturelle Fortbildungsmöglichkeiten an. Der Kulturverein KunstBox ist Mitglied des Dachverband Salzburger Kulturstätten und der IG Kultur Österreich, im Salzburger Landeskulturbeirat und im Fachbeirat für Kulturinitiativen Salzburg-Land.

### Sport
Bekannt ist der 1945 gegründete Fußballverein SV Seekirchen 1945, der derzeit in der Salzburger Liga, der vierthöchsten Spielstufe im österreichischen Fußballgeschehen, spielt und mit den Brüdern Andreas und Robert Ibertsberger, Thomas Winklhofer und Stefan Lainer sogar vier  österreichische Fußballnationalspieler hervorbrachte.
ASKÖ SC Seekirchen 1980 ist ein im Jahr 1980 von Gerhard Strasser, Peter Braunwieser und Manfred Schmidhuber gegründeter Faustballverein und spielt derzeit in der 2. Bundesliga. Im Nachwuchsbereich zählt der ASKÖ Seekirchen mit einigen Österreichischen Meistertiteln zu den erfolgreichsten Vereinen in Österreich. Lukas Pichelstorfer erreichte mit der U18-Nationalmannschaft Silber bei der Weltmeisterschaft, Andrea Mödlhamer, Daniela Pfund und Lukas Pichelstorfer erreichten Bronze bei U18 Europameisterschaften.

## Wirtschaft und Infrastruktur
Klein- und Mittelbetriebe prägen die Seekirchner Wirtschafts-Struktur. Von den ca. 300 Betrieben beschäftigen mehr als 90 Prozent weniger als 5 Mitarbeiter.
Das Stadtzentrum von Seekirchen konnte, trotz Zuwanderung von Filialisten, seine Handelstruktur mit überwiegend kleinen Betrieben bewahren.
Über 65 Klein- und Mittelbetriebe aus Handel, Handwerk, Gastronomie und Dienstleistung sind im Citymarketing Seekirchen organisiert. Der von Stadtgemeinde Seekirchen, Tourismusverband und Gewerbetreibenden finanzierte Verein besteht seit 2004. Hauptzweck ist die Belebung und Attraktivierung des Stadtzentrums und das Organisieren gemeinsamer Werbe- und PR-Aktivitäten. Bis 2004 wurde diese Aufgabe von der Werbegemeinschaft „Kauf in“ übernommen.
Von den ca. 5000 ha Gemeindefläche werden rund 4000 ha land- und forstwirtschaftlich genutzt. 16 % dieser Fläche (ca. 640 ha) dienen der forstlichen Nutzung. Die restlichen 84 % stehen überwiegend der Grünlandnutzung zur Verfügung. Von den rund 170 viehhaltenden landwirtschaftlichen Betrieben werden 4.800 Milchkühe und etwa 2.400 Stück Jungvieh gehalten.
Der Großteil der produzierten Milchmenge wird zu Emmentalerkäse verarbeitet. Etwa 30 % der bäuerlichen Betriebe werden als Vollerwerbsbetriebe geführt, die restlichen 70 % als Zu- und Nebenerwerb. Die Eigentumsstruktur der rund 240 landwirtschaftlichen Grundbesitzer hat sich in den letzten 70 Jahren kaum verändert.

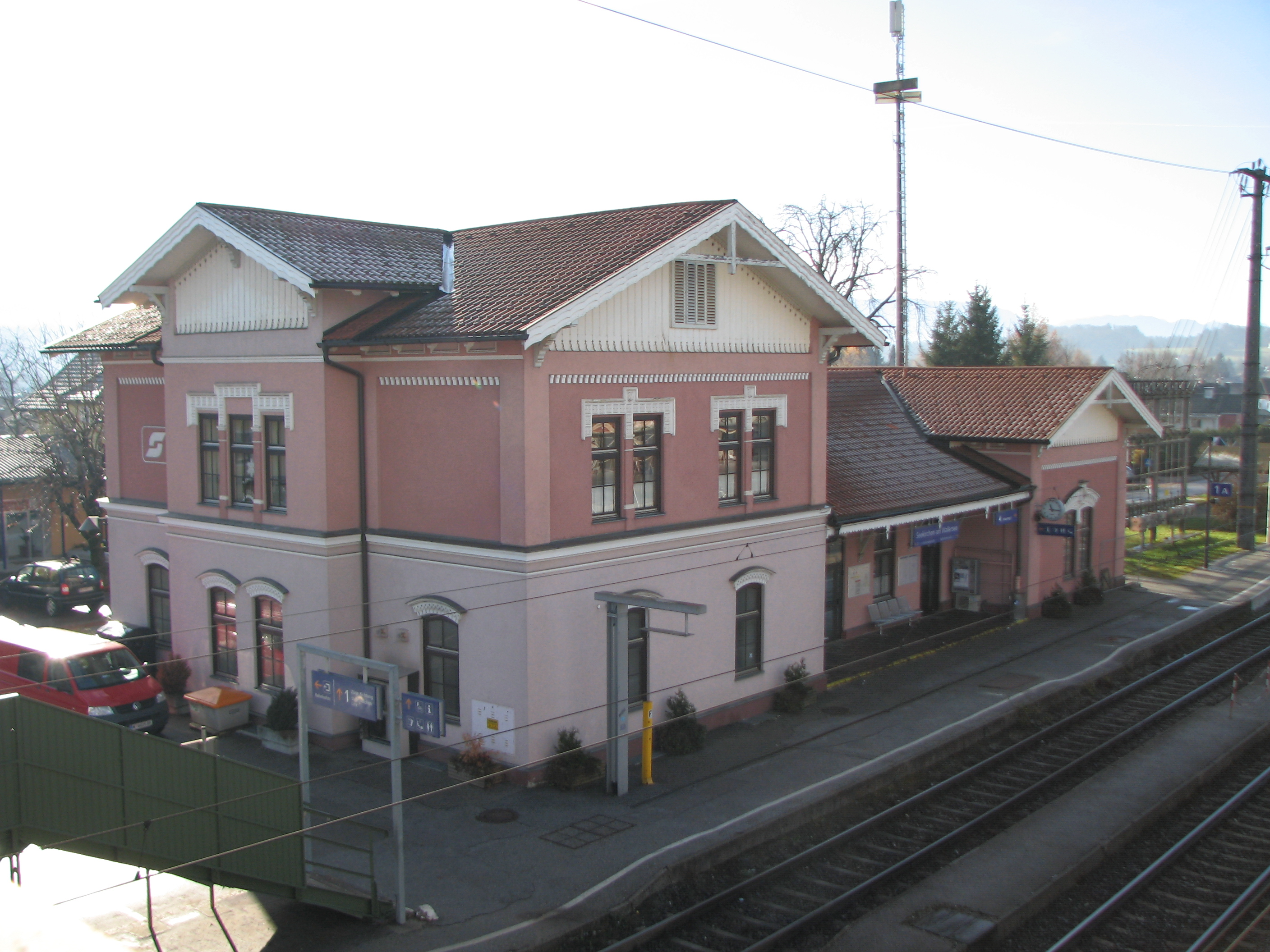
Bahnhof Seekirchen

### Verkehr
- Bahn: Seekirchen liegt direkt an der Westbahn und verfügt über einen Bahnhof, an dem sowohl Eilzüge als auch die Linie S2 der S-Bahn Salzburg halten. Dadurch ist ein schneller Anschluss an die Landeshauptstadt Salzburg gewährleistet. Einen zweiten Bahnhof gibt es in Zell/Wallersee. Ein weiterer Bahnhof im Süden Seekirchens befindet sich im Bau und soll im Dezember 2024 eröffnet werden.
- Bus: Außerdem ist durch die Postbus Linie 131 eine Anbindung ans Trumer Seenland gegeben. Seit Dezember 2017 gibt es einen kostenlosen Stadtbus.

### Bildung
- Privatuniversität Schloss Seeburg
- Volksschule Seekirchen
- Volksschule Mödlham
- Sportmittelschule Seekirchen
- Volkshochschule Seekirchen
- Bundesgymnasium Seekirchen
- Weinbergschule in Huttich (geschlossen)

## Politik

### Gemeinderat
| Gemeinderatswahl 2024Wahlbeteiligung: 62,7 % 403020100 35,5 % (−3,0 %p)32,8 % (+8,4 %p)15,5 % (+0,1 %p)13,2 % (−0,7 %p)3,0 % (−4,8 %p) ÖVPLESEFPÖSPÖFWS20192024 |

Die Gemeindevertretung hat insgesamt 25 Mitglieder.
- Mit den Gemeindevertretungs- und Bürgermeisterwahlen in Salzburg 2004 hatte die Gemeindevertretung folgende Verteilung: 11 ÖVP, 5 SPÖ, 4 FDS, 3 LESE und 2 FPÖ[8]
- Mit den Gemeindevertretungs- und Bürgermeisterwahlen in Salzburg 2009 hatte die Gemeindevertretung folgende Verteilung: 11 ÖVP, 5 FWS, 4 SPÖ, 3 LESE und 2 FPÖ[9]
- Mit den Gemeindevertretungs- und Bürgermeisterwahlen in Salzburg 2014 hatte die Gemeindevertretung folgende Verteilung: 9 ÖVP, 6 LESE, 4 FPÖ, 3 FWS und 3 SPÖ[10]
- Mit den Gemeindevertretungs- und Bürgermeisterwahlen in Salzburg 2019 hatte die Gemeindevertretung folgende Verteilung: 10 ÖVP, 6 LESE – Initiative Lebenswertes Seekirchen, 4 FPÖ, 3 SPÖ und 2 FWS – Freie Wähler Seekirchen.[11]
- Mit den Gemeindevertretungs- und Bürgermeisterwahlen in Salzburg 2024 hat die Gemeindevertretung folgende Verteilung: 9 ÖVP, 9 LESE – Initiative Lebenswertes Seekirchen, 4 FPÖ und 3 SPÖ.[12]

### Bürgermeister
- 1959–1974–1979 Anton Moser[13]
- 1979–1987 Johann Haberl (ÖVP)[14]
- 1987–2009 Johann Spatzenegger (ÖVP)[15]
- 2009–2019 Monika Schwaiger (ÖVP)[16]
- seit 2019 Konrad Pieringer (ÖVP)[17]

### Wappen
Nach der Zusammenlegung der Gemeinden Seekirchen-Markt und Seekirchen-Land wurden deren Wappen widerrufen und 1974 folgendes Wappen verliehen:
Wappenbeschreibung: In gespaltenem Schild rechts in Rot ein silberner Balken, worin zwei aus den Feldrändern wachsende Unterarme, mit einer goldenen Stola umwunden, einander die Hände reichen. Der rechte Arm braun bekleidet (Mann), der linke nackt (Frau). Links in Blau über naturfärbigem Wellenschildfuß auf silbernem Boden eine silberne Kirche mit roten Dächern. Außerhalb, über dem oberen Schildrand nebeneinander die schwarzen Jahreszahlen 1424 und 1974.
Sowohl die Kirche am See wie auch die Hände sind Symbole für den hl. Rupert, der hier wirkte und die Kirche bauen ließ. Die Jahreszahl 1424 erinnert an die Verleihung des Marktrechtes und 1974 an die Wiedervereinigung der Gemeinden.

## Persönlichkeiten

### Ehrenbürger der Gemeinde
- 1950: Franz Janka, Schneidermeister, Bürgermeister von Seekirchen am Wallersee 1920–1934[19]
- 1950: Franz Zauner sen.
- 1951: Josef Mayr, Oberlehrer
- 1956: Franz im Thun für Verdienste als Jugendseelsorger im Schülerheim Seeburg
- 1965: Josef Lugstein, Hochw. Propst für seine großen Verdienste, die er sich für die Restaurierung der Kirche und deren Anlagen erworben hat
- 1966: Hans Lechner, Alt-Landeshauptmann
- 1980: Simon Braumann, Alt-Gemeindrat
- 1980: Anton Moser, Altbürgermeister
- 1989: Johann Mösenlechner, langjähriger Gemeindevertreter und Vizebürgermeister
- 1989: Andreas Radauer, langjähriger Stiftspfarrer, Erbhofforscher

### Söhne und Töchter der Gemeinde
- Franz Braumann (1910–2003), Autor
- Herbert Pichler (1921–2018), Mediziner und Fernsehkommentator
- Helma Schimke (1926–2018), Architektin und Bergsteigerin
- Helmut Geier (* 1944), Versicherungs-Generaldirektor und Vorstandsvorsitzender
- Dieter Kugele (* 1944), Richter am Bundesverwaltungsgericht und deutscher Rechtswissenschaftler
- Wolfgang Saliger (* 1946), Politiker
- Albert Hartinger (1946–2020), Sänger und Dirigent
- Thomas Winklhofer (* 1970), Fußballnationalspieler und UEFA-Cup-Finalist
- Andreas Ibertsberger (* 1982), Fußballnationalspieler
- Stefan Lainer (* 1992), Fußballnationalspieler
- Daniel Huber (* 1993), Skispringer
- Stefan Huber (* 1994), Skispringer

### Personen mit Bezug zur Gemeinde
- Thomas Bernhard (1931–1989), Schriftsteller, verbrachte einen Teil seiner Kindheit (1935–1937) bei seinen Großeltern Anna und Johannes Freumbichler in Seekirchen
- Robert Ibertsberger (* 1977), Fußballnationalspieler; in Seekirchen aufgewachsen
- Wend von Kalnein (1914–2007), Kunsthistoriker, Honorarprofessor der Universität Salzburg und Schriftsteller; lebte in Seekirchen
- Manfred Pamminger (* 1977), Fußballspieler; in Seekirchen aufgewachsen
- Clemens Sedmak (* 1971), Theologe und Philosophieprofessor; wohnt in Seekirchen